# Surża
Surża (ukr. Суржа) – wieś na Ukrainie, w obwodzie chmielnickim, w rejonie kamienieckim